# Олександр Каменка
Олекса́ндр Каме́нка (фр. Alexandre Kamenka, при народженні — Олександр Борисович Каменка; 8 травня 1888, Одеса, Херсонська губернія, Російська імперія — 3 грудня 1969, Париж, Франція) — французький кінопродюсер, художник.

## Життєпис
Олександр Борисович Каменка народився в Одесі 18 травня 1888 року в заможній сім'ї. Його батько Б. А. Каменка був банкіром та займав пост голови правління Азовсько-Донського банку, симпатизував кадетам і після революції 1917 року емігрував з сім'єю у Францію. Олександр навчався у Франції, говорив кількома мовами. З дитинства мріяв стати актором.
У Франції кар'єра Олександра Каменки в кіно розпочалася із зустрічі з Йосипом Ермольєвим, засновником російської кіностудії в паризькому передмісті Монтреї, де зібрався увесь цвіт російської кінематографічної еміграції. Саме після приходу Каменки та від'їзду Єрмольєва до Німеччини кіностудія дістала назву «Альбатрос» (фр. Société des Films Albatros) де почали працювати і французькі автори, серед яких були режисери Марсель Л'Ерб'є і Марсель Карне.
Після створення у 1936 році Французької сінематеки Олександр Каменка передав її засновнику Анрі Ланглуа колекцію німих фільмів «Альбатроса», які склали кістяк фондів майбутнього головного кіносховища Франції. Після появи звукового кіно і закриття «Альбатроса» Олександр Каменка продовжував співпрацювати з Сінематекою і працювати в кіно: зокрема, він був продюсером першої франко-радянської стрічки у постановці Жана Древіля «Нормандія-Німан».
Проживши у Франції в еміграції 30 років, Олександр Каменка зміг відвідати СРСР тільки після смерті Сталіна.
Олександр Каменка тричі, у 1947, 1949 та 1951 роках, входив до складу журі Каннського міжнародного кінофестивалю.
Помер Олександр Каменка 3 грудня 1969 року в Парижі.

## Фільмографія (вибіркова)
Продюсер
| Рік  | Фільм                                          | Оригінальна назва                                     | Режисер            |
| ---- | ---------------------------------------------- | ----------------------------------------------------- | ------------------ |
| 1923 | Голгофа любові                                 | Calvaire d'amour                                      | Віктор Туржанський |
| 1923 | Вогнище палаюче                                | Le brasier ardent                                     | Іван Мозжухін      |
| 1924 | Кін, або Геній і беспутність                   | Kean                                                  | Олександр Волков   |
| 1924 | Ця свиня Морен                                 | Ce cochon de Morin                                    | Віктор Туржанський |
| 1924 | Лев Моголов                                    | Le lion des Mogols                                    | Жан Епштейн        |
| 1926 | Грібіш                                         | Gribiche                                              | Жак Фейдер         |
| 1926 | Кармен                                         | Carmen                                                | Жак Фейдер         |
| 1927 | Солом'яний капелюшок                           | Un chapeau de paille d'Italie                         | Рене Клер          |
| 1928 | Графиня Марія                                  | La condesa María                                      | Беніто Перохо      |
| 1928 | Двоє боязких                                   | Les deux timides                                      | Рене Клер          |
| 1929 | Каліостро — любов і життя великого авантюриста | Cagliostro — Liebe und Leben eines großen Abenteurers | Ріхард Освальд     |
| 1931 | Свободу нам!                                   | À nous la liberté                                     | Рене Клер          |
| 1934 | Велика гра                                     | Le grand jeu                                          | Жак Фейдер         |
| 1934 | Готель вільного обміну                         | L'hôtel du libre échange                              | Марк Аллегре       |
| 1935 | Пансіон «Мімоза»                               | Pension Mimosas                                       | Жак Фейдер         |
| 1936 | На дні                                         | Les bas-fonds                                         | Жан Ренуар         |
| 1937 | Посланець                                      | Le messager                                           | Реймон Руло        |
| 1938 | Метан                                          | Grisou                                                | Моріс де Канонж    |
| 1940 | Життя — прекрасне                              | La vie est magnifique                                 | Моріс Клош         |
| 1948 | Брати Букінкан                                 | Les frères Bouquinquant                               | Луї Дакен          |
| 1949 | Таємниця Бартона                               | Le mystère Barton                                     | Шарль Спак         |
| 1951 | Винен?                                         | Coupable?                                             | Ное                |
| 1953 | Я — шпик                                       | Je suis un mouchard                                   | Рене Шан           |
| 1960 | Нормандія-Німан                                | Normandie-Niémen                                      | Жан Древіль        |